# Czigány
A Czigány régi magyar családnév, amely etnikai hovatartozásra illetve testi vagy lelki tulajdonságra utalhat.

## Híres Czigány nevű személyek
- Czigány Dezső (1883–1937) magyar festőművész
- Czigány György (1931) magyar író, költő, újságíró, szerkesztő
- Czigány Gyula (1835–1883) magyar ügyvéd
- Czigány Judit (1930–2000) magyar színésznő, előadóművész
- Czigány Judit (1991) magyar színésznő, énekesnő
- Czigány Kinga (1972) olimpiai bajnok magyar kajakozó
- Czigány Lóránt (1935–2008) József Attila-díjas magyar író, irodalomtörténész
- Czigány Tibor 1963) gépészmérnök, egyetemi tanár, akadémikus
- Czigány Zoltán (1965–2011) magyar író, költő, filmrendező